# Neville Veale
Neville Veale (* 1. Januar 1939) ist ein ehemaliger australischer Radrennfahrer und nationaler Meister im Radsport.

## Sportliche Laufbahn
Veale war im Bahnradsport und im Straßenradsport aktiv. Von 1961 bis 1989 war er als Berufsfahrer aktiv. Bei den nationalen Meisterschaften gewann er 1961 den Titel der Profis im Straßenrennen vor Bill Knevitt. In der Tour of Tasmania kam er ebenfalls 1961 auf den zweiten Rang hinter Ronald Murray. 
1964, 1965 und 1971 schied er im Einzelrennen der UCI-Straßen-Weltmeisterschaften jeweils aus.
Er bestritt mehrere Sechstagerennen, der 2. Platz in Adelaide 1961 mit John Green als Partner war dabei sein bestes Ergebnis.